# Oldjaï Témür
Pour les articles homonymes, voir Temur.
Oldjaï Témür (en mongole: Өлзийтөмөр хаан ᠥᠯᠵᠡᠶᠢᠲᠡᠮᠦᠷ; Chinois: 完者帖木兒汗), né sous le nom de Bunyashiri (Chinois: 本雅失里, Sanskrit: प्रज्ञा श्री), (1379–1412) est un khagan mongol de la dynastie Yuan qui règne sur la Mongolie orientale de 1403 à 1412 puis de 1422 à sa mort en 1424, il succède à Örüg Temür Khan.

## Biographie
Fils d'Elbek, il est placé sur le trône par les légitimistes en 1403-1404. Le chef des Asod Arouktaï se rallie à sa cause. Oldjaï Témür refuse de se déclarer vassal de l'empereur Ming de Chine Yongle. Celui-ci intervient personnellement en Mongolie, avance jusqu'à l'Onon et lui inflige une grande défaite en 1410. Oldjaï Témür, déconsidéré par sa défaite, est écrasé définitivement vers 1412 par le chef des Oïrats Ma-ha-mou qui s’empare de l’hégémonie. Selon des sources chinoises (le Ming-Shǐ, Histoire des Ming) Arouktaï remet Oldjaï Témür sur le trône en 1422 puis le tue en 1424 et prend le titre de grand khan.

### Famille
Tsagaan Sechen raconte que Bunyashiri (Buyanshir) est né en 1379. Vingt ans après sa naissance, son père, Elbek, fut assassiné par les Oirats dirigés par Bahamu et Ugetchi Khashikha. Plus tard, Öljei Temür arriva en Asie centrale après 1399. En 1402, Gün Temür Khan fut tué par Örüg Temür Khan ou Guilichi dans la lutte pour la couronne.

### Conversion à l'Islam
En raison des luttes internes des Mongols, le jeune prince Bunyashiri s'enfuit à Beshbalik où était stationné le gouverneur de Timur. Timur ordonna à son gouverneur de le recevoir gentiment. Bunyashiri s'est converti à l'islam alors qu'il séjournait à la cour de Timur à Samarkand, faisant ainsi d'Öljei Temür Khan l'un des convertis à l'islam les plus notables de la maison de Kublai Khan.

### Abolition du titre dynastique de «Grand Yuan» par Guilichi
Cependant, la victoire d'Örüg Temür Khan ou Guilichi fut de courte durée en raison de plusieurs erreurs de calcul graves. L'Histoire de Ming dit qu'il a remplacé le titre de Khagan par celui de « Tatar Khan », s'aliénant ainsi de nombreux autres clans mongols qui n'étaient pas « Tatar ». Örüg Temür Khan a également aboli le nom de « Grand Yuan » (le nom officiel de l'ancienne dynastie Yuan), car il avait besoin de faire preuve de gestes amicaux et de subordination envers la dynastie Ming afin de pouvoir consolider son pouvoir et conquérir d'autres clans mongols. Cette décision était totalement inacceptable pour la plupart, sinon la totalité, des Mongols qui voulaient retrouver leur gloire d'antan et reprendre la Chine proprement dite en battant l'empire Ming, qui avait commencé à l'origine par des rébellions contre les Yuan.

### L'avènement de Bunyashiri
Profitant de l'occasion, Bunyashiri se déclara nouveau Khan avec le titre d'Öljei Temür (Öljei Temür) à Beshbalik en 1403 et la plupart des clans mongols se rallièrent bientôt à ses côtés. Arughtai des Asud a reconnu sa suzeraineté et lui a été nommé chingsang (grand chancelier). Le lien direct d'Oljei Temür Khan Bunyashiri avec la lignée de Gengis Khan n'a fait que renforcer sa position : bien qu'Örüg Temür Khan se soit déclaré comme Khan, sa revendication n'a pas été reconnue par la plupart des clans mongols. La cour Ming a intensifié sa tactique de diviser pour régner sur les Mongols Yuan du Nord en envoyant un eunuque, Wan An, pour aider Bunyashiri. Örüg Temür Khan Guilichi fut bientôt vaincu et bien que le fils de Guilichi continua à lutter pour le poste de khan jusqu'à sa mort en 1425, ils ne furent jamais en mesure de constituer une menace sérieuse pour les forces de Bunyashiri, dont le principal ennemi était l'Empire Ming.
En 1409, la cour Ming accorda aux dirigeants de l'Oirat le titre de wang (王 ; roi ou prince vassal), exacerbant le conflit Mongol-Oirat. Öljei Temür Khan a attaqué les Quatre Oirats et n'a pas réussi à soumettre ses sujets obstinés.
Après avoir entendu parler d'un nouveau dirigeant Borjigin consolidant son pouvoir sur les Mongols, l'empereur Yongle de l'empire Ming a demandé à Öljei Temür Khan de se soumettre. Le tribunal mongol a décidé de la refuser et a arrêté l'envoyé Ming. Arughtai exécuta un autre envoyé Ming en 1409.Une expédition punitive de l'Empire Ming dirigée par Qiu Fu (丘福) fut écrasée et le général et plusieurs autres commandants perdirent la vie aux mains d'Arughtai le 23 septembre 1409.

### Guerre contre la dynastie Ming
En réponse à la défaite des forces Ming dirigées par Qiu Fu, l'empereur Yongle, enragé, rassembla une force d'un demi-million d'hommes pour lancer une campagne décisive contre Öljei Temür Khan Bunyashiri. Avant la bataille, Öljei Temür Khan et Arughtai ne parvenaient pas à s'entendre sur un plan d'action et allaient simplement dans des directions différentes. Arughtai décide de se retirer à l'est de la Mongolie tandis qu'Öljei Temür Khan Bunyashiri se dirige vers l'ouest et installe son ordo (palais) sur les rives de la rivière Onon. Il fut soudainement contraint d'accepter une bataille dans laquelle l'armée Ming remporta une victoire éclatante en anéantissant presque complètement toute son armée le 15 juin 1410. Öljei Temür Khan Bunyashiri fut à peine capable de s'en sortir avec seulement sept cavaliers et son fils tandis que tout le reste était perdu. Il essayait d'atteindre le Chagatai Khanate où il a grandi. Capitalisant sur l'erreur du Khan, le chef Oirat, Mahamud, le tua en 1412 et installa son propre khan fantoche, Delbeg (ou Dalbag), sur le trône en 1413. La mort d'Öljei Temür Khan Bunyashiri a marqué le déclin temporaire de la lignée Borjigin, et différents clans mongols se sont battus pour la domination.

## Sources
- Berger, Simon, « "Une armée en guise de peuple" : la structure militaire de l'organisation politique et sociale des nomades eurasiatiques à travers l'exemple mongol… » [livre], sur theses.fr, Paris, EHESS, 12 décembre 2022 (consulté le 31 décembre 2023)